# Хосе Корона
Хосе Корона (ісп. José de Jesús Corona, нар. 26 січня 1981, Гвадалахара) — мексиканський футболіст, воротар клубу «Крус Асуль».

## Клубна кар'єра
У дорослому футболі дебютував 2001 року виступами за команду клубу «Бачільєрес» (Гвадалахара), в якій провів один сезон, взявши участь у 12 матчах чемпіонату.
Своєю грою за цю команду привернув увагу представників тренерського штабу клубу «Атлас», до складу якого приєднався 2002 року. Відіграв за цю команду з Гвадалахари наступні два сезони своєї ігрової кар'єри. Більшість часу, проведеного у складі «Атласа», був основним голкіпером команди.
У 2004 році уклав контракт з клубом «Естудіантес Текос», у складі якого провів наступні п'ять років своєї кар'єри гравця. Граючи у складі «Естудіантес Текос» також здебільшого виходив на поле в основному складі команди.
До складу клубу «Крус Асуль» приєднався 2009 року. Наразі встиг відіграти за команду з Мехіко 84 матчі в національному чемпіонаті.

## Виступи за збірну
У 2005 році дебютував в офіційних матчах у складі національної збірної Мексики. Наразі провів у формі головної команди країни 17 матчів.
У складі збірної був учасником чемпіонату світу 2006 року у Німеччині, розіграшу Кубка Конфедерацій 2005 року у Німеччині, розіграшу Золотого кубка КОНКАКАФ 2005 року у США, розіграшу Золотого кубка КОНКАКАФ 2007 року у США, де разом з командою здобув «срібло», розіграшу Золотого кубка КОНКАКАФ 2009 року у США, здобувши того року титул континентального чемпіона.
У складі олімпійської збірної Мексики — учасник футбольних турнірів на Олімпійських іграх 2004 року в Афінах та Олімпійських іграх 2012 року у Лондоні, де мексиканці стали олімпійськими чемпіонами.

## Титули і досягнення
- Олімпійський чемпіон (1):

2012
- Переможець Панамериканських ігор: 2011
- Переможець Золотого кубка КОНКАКАФ: 2009
- Срібний призер Золотого кубка КОНКАКАФ: 2007
- Срібний призер Ігор Центральної Америки та Карибського басейну: 2002